# La luna del desierto
La luna del desierto es una película del género comedia romántica de 1996. Está protagonizada por Angelina Jolie, Anne Archer, Michael Biehn, Danny Aiello y Jack Noseworthy. La película fue escrita por Leonard Glasser y dirigida por Kevin Dowling

## Sinopsis
Al McCord (Danny Aiello), un hombre en plena crisis de la mediana edad, está cenando en su restaurante favorito cuando conoce a un atractiva joven (Angelina Jolie) que está buscando a alguien que la lleve a una ciudad del Desierto de Mojave, donde vive su madre (Anne Archer)

## Reparto
- Danny Aiello - Al McCord
- Angelina Jolie - Ellie Rigby
- Michael Biehn - Boyd, Julie's boyfriend
- Anne Archer - Julie, Ellie's mother
- Alfred Molina - Sal Santori
- Jack Noseworthy - Kaiser, Ellie's boyfriend
- Zach Norman - Terry